# Ильницкий, Андрей Михайлович
Андре́й Миха́йлович Ильницкий (род. 14 августа 1959, Львов, УССР, СССР) — российский государственный и политический деятель. Советник Министра обороны Российской Федерации (2015—2024). Действительный государственный советник Российской Федерации 3-го класса.

## Биография
Родился в семье военнослужащего. Окончил МФТИ (Физтех), ВАГШ ВС РФ (2017).
С 1982 по 1992 г. — научный сотрудник ЦНИИ-26 МО СССР. Кандидат технических наук (1989 г.).
В 1992—2003 гг. — один из руководителей издательств «АСТ», «Аст-пресс», «Аграф», «Вагриус».
2002 г. — выпускник «Московской школы политических исследований».
В 2003—2006 гг. — один из топ-менеджеров Межрегиональной общественной организации «Открытая Россия». Курировал лидерские и региональные проекты.
С 2006 года — в партии «Единая Россия», в период 05.2006—05.2012 — заместитель руководителя Центрального исполнительного комитета партии «Единая Россия», Руководитель Департамента по работе со сторонниками партии «Единая Россия» и общественными объединениями, член Генерального совета партии.
В период 06.2012—09.2013 — Руководитель (в ранге министра) Главного управления внутренней политики и взаимодействия с муниципальными образованиями Московской области.
С сентября 2013 года по октябрь 2014 года — Заместитель председателя Правительства Московской области по социальным коммуникациям (работе с общественностью) в составе политического блока, курировал внутреннюю политику региона.
С марта 2015 по май 2024 года — советник Министра обороны Российской Федерации. 
Действительный государственный советник Российской Федерации 3 класса.
Автор около ста научных трудов и публицистических статей по физико-математическим и гуманитарным проблемам, а также монографии «Книгоиздание современной России». Публицист. Член СП Москвы. Выступает в СМИ общественно-политической тематики с публикациями о развитии структур общества, политики, культуры.

## Работа в Правительстве Московской области
В период избирательной кампании по выборам Губернатора Московской области в 2013 году Андрей Ильницкий разработал «Стратегию народной кампании», результатом которой стали 79 % голосов избирателей за кандидатуру Андрея Воробьёва. За время своей деятельности в Московской области, развернул и реализовал кампанию «За чистые выборы» в Подмосковье, провёл ротацию глав, создал кадровый резерв Подмосковья, реализовал конкурс «Наше Подмосковье», создал систему муниципальных общественных палат, аналогов которой нет ни в одном регионе. Один из разработчиков методики и инициаторов составления рейтинга качества муниципального управления, принятого к регулярному применению для оценки эффективности деятельности органов власти в Московской области.
В октябре 2014 года сложил с себя полномочия по собственному желанию, распоряжение о его отставке было подписано губернатором Московской области Андреем Воробьёвым 21 октября. На место Ильницкого депутатами Мособлдумы была утверждена кандидатура руководителя главного управления территориальной политики Подмосковья Эльмиры Хаймурзиной.

## Период работы в Министерстве обороны
В марте 2021 года, выступая в роли эксперта по информационному противоборству, ввёл в военно-политический дискурс термин «ментальная война».
В августе 2022 года в совместной с журналистской Анной Шафран статье в «Парламентской газете» предложил создать Стратегию ментальной безопасности России
Назывался в СМИ одним из возможных авторов ставшей символом российского вторжения на Украину букву «Z».
В апреле 2024 года стал вести в МФТИ необязательный для посещения семинар «Актуальные стратегии», посвящённый «процессам в международном сообществе».

## Санкции
7 января 2023 года, на фоне вторжения России на Украину, попал под санкции Украины за поддержку аннексии Крыма и вооруженного вмешательства России в конфликт на Донбассе. СНБО отмечало что «Ильницкий продвигает фактическое введение в России официальной идеологии. Обвиняет США в попытках дестабилизировать Россию при помощи поставок в Украину летального оружия и „мотивировании“ образованных россиян к эмиграции из страны». Ранее Международная рабочая группа по вопросам санкций Ермака — Макфола включила Ильницкого в список пропагандистов и идеологов войны которые «создают лживые нарративы в соответствии с политикой Кремля», с предложением введения против него санкций.

## Награды и звания
Награды России
- Орден Почёта (17 июля 2024 года)[31]
- Медаль ордена «За заслуги перед Отечеством» II степени (2 ноября 2017 года)[32]

Награды субъектов России
- Награда Московской области Знак преподобного Сергия Радонежского (27 октября 2014 года) — за высокие заслуги перед Московской областью[33]

Награды Президента Российской Федерации
- Почётная грамота Президента Российской Федерации (1 октября 2019 года) — за высокие личные показатели в служебной деятельности и многолетнюю добросовестную работу[34]

Отмечен Почётной грамотой Совета Федерации Федерального Собрания Российской Федерации — за большой вклад в укрепление обороноспособности и безопасности Российской Федерации (Протокол №25/22-СП заседания Совета Палаты Совета Федерации от 22.12.2022), ведомственными и отраслевыми наградами и знаками отличия, в том числе медалями Министерства обороны РФ «Участнику военной операции в Сирии» (2016), «За отличие в службе в Сухопутных войсках» (2017), «За укрепление боевого содружества» (2017), «За вклад в развитие международного военного сотрудничества» (2021), «За достижения в военно-политической работе» (2021), «За вклад в укрепление обороны Российской Федерации» (2022).
Звания:
- Кандидат технических наук
- Старший научный сотрудник